# Pelegrí Baltasar i Salvatella
Pelegri Baltasar i Salvatella (Girona, 12 d'agost de 1813 – Buenos Aires, 1900) fou un organista, compositor i pedagog català.
Fill de Josep Baltasar i Maria Salvatella, la seva carrera musical a Girona es compren entre 1833 i 1838, on exerceix d’organista i compositor, així com a professor d’orgue a la Catedral de Girona. El 5 de juny de 1833 pren possessió del benefici segon de la Santa Creu adjunt a la plaça d’organista on va entrar per a substituir a Baltasar Dorda. Durant aquest període, va compondre diverses obres, com ara una psalmòdia titulada Versos d'Org; El paso del molino (1839); una peça per a veu i piano titulada La lágrima (1848); una obra coral titulada Los serenos (1868), així com una mazurca per piano (1877). Va tenir certs problemes econòmics durant aquella època, sobretot per la falta de compromís del Capítol al no pagar-li el que li havien promès. Al 1834, va voler demanar un permís per a poder actuar fora de la capella amb un grup paral·lel, però el Capítol no els va acceptar la proposta a causa de les queixes dels altres músics.
El 16 d’agost de 1838 va finalitzar la seva trajectòria a Catalunya demanant una llicència de permís d’excedència de llarga durada per a poder viatjar fora del continent i trobar una feina més estable econòmicament. El capítol va concedir-li un any d’aquest permís i el músic va marxar a Amèrica del sud on es va quedar permanentment fins a la seva mort. Un cop es va complir l’any d’excedència, al 1839 Baltasar va seguir a l’Uruguai treballant d’organista durant la dècada del 1840, perdent la seva plaça a la Catedral de Girona i posteriorment va traslladar-se a Buenos Aires, Argentina, on va seguir la seva carrera d’organista a l’església de San Telmo.
Com a pedagog musical, va obrir la seva pròpia acadèmia anomenada “Instituto Musical” al 1855 on impartia classes de solfeig, vocalització i cant. En aquesta etapa, va ser soci honorari de la Societat La Lira, on va col·laborar amb la Gaceta Musical de Buenos Aires publicant diferents articles sobre la història de la música.
Es conserven obres seves als fons musicals de la catedral de la catedral de Girona (GiC).